# افسانه میگسار قدیس
افسانه میگسار قدیس (به آلمانی:Die Legende vom heiligen Trinker)رمانی کوتاه نوشته نویسنده اتریشی یوزف روت که در سال ۱۹۳۹ انتشار یافت.این کتاب شامل سه داستان کوتاه است.